# Moscone Center

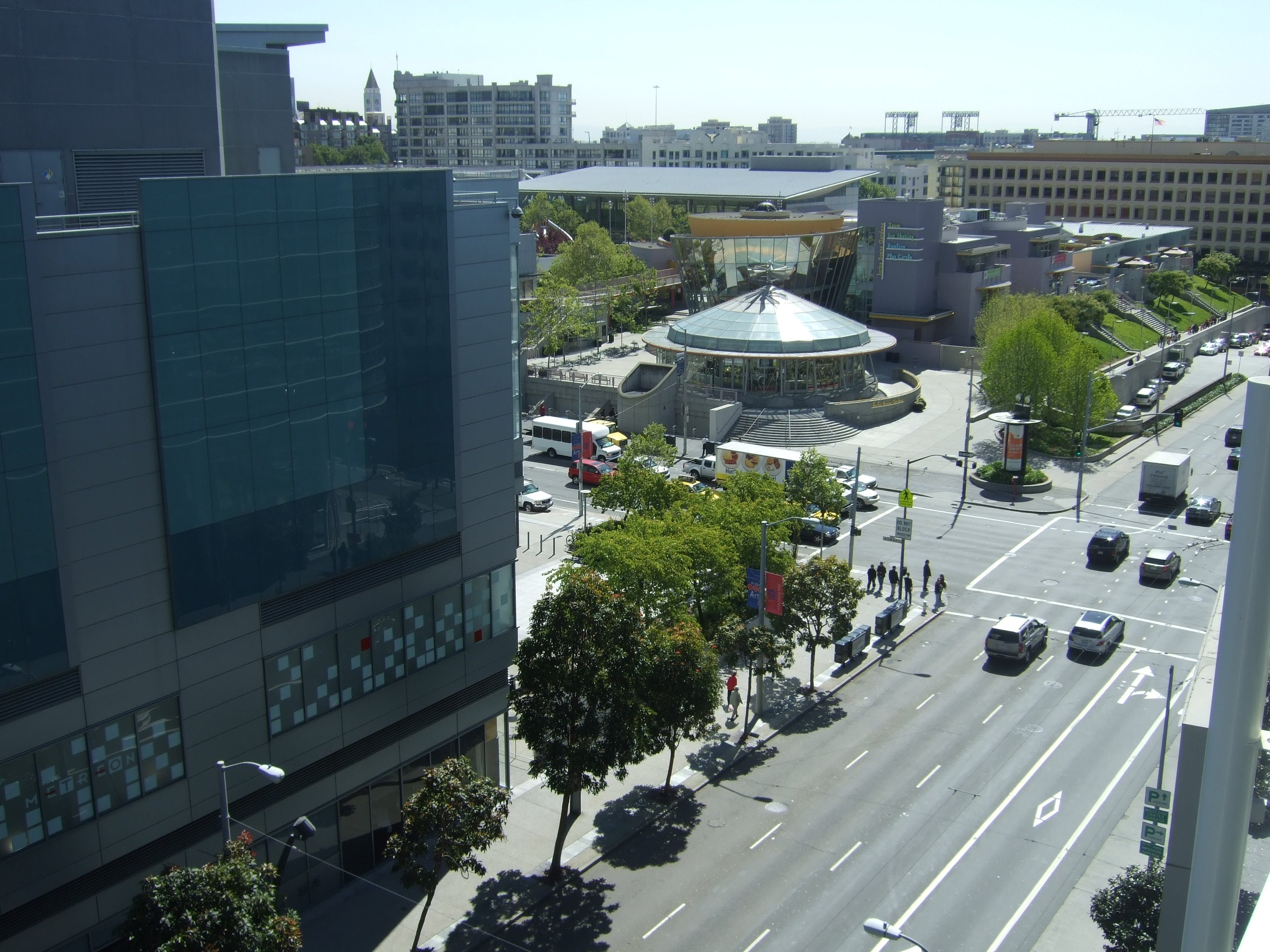
Blick auf den Park Yerba Buena Garden. Unter diesem liegen die Teile Moscone North und Moscone South. Das Bild entstand aus dem Moscone West.

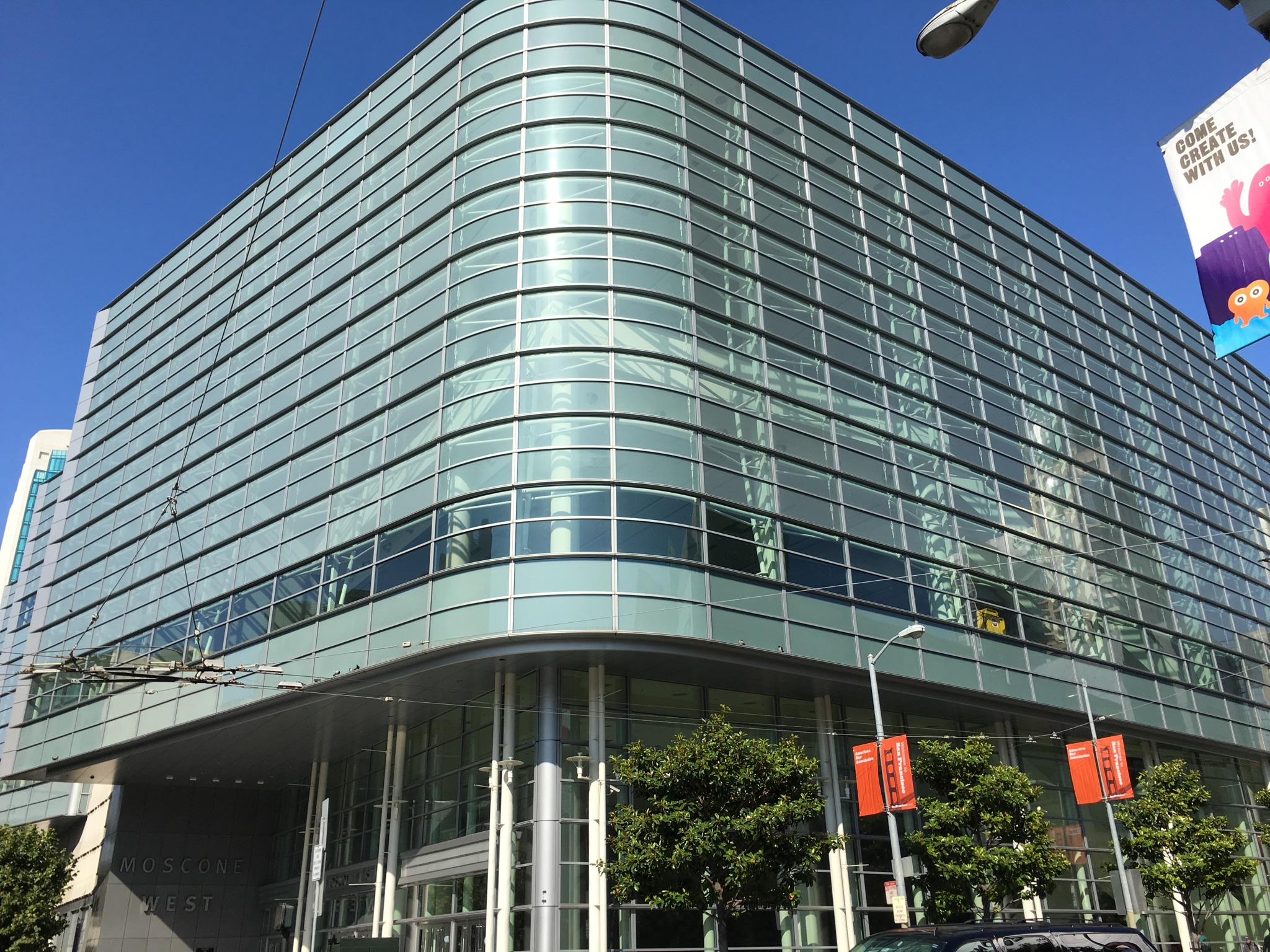
Blick auf das Moscone Center

Das Moscone Center ist San Franciscos größter Kongress- und Ausstellungskomplex. Es besteht aus zwei unterirdisch gelegenen Hallen (Moscone North und Moscone South) unter der Parkanlage Yerba Buena Garden, sowie des zwischen der 4th und 5th Street gelegene Moscone West.

## Geschichte
Das 1981 erbaute Moscone South wurde von den Architekten Hellmuth, Obata & Kassabaum konzipiert und nach dem 1978 ermordeten Bürgermeister George Moscone benannt. Ironischerweise sprach dieser sich gegen den Bau des Moscone Centers aus, da er die Verdrängung der Bevölkerung befürchtete. 1991 wurde das Moscone Center für 157 Millionen US-Dollar um Moscone North erweitert. Der vorerst letzte Neubau war das dreistöckige Moscone West. Nach vier Jahren Bauzeit wurde der Neubau 2003 eröffnet. Dessen Baukosten betrugen 158 Millionen US-Dollar.
Betrug die Ausstellungsfläche des Moscone South ursprünglich ca. 28.000 m², wurde diese Fläche durch die Neubauten Moscone North und Moscone West im Jahr 1991 und 2003 um ca. 56.000 m² erweitert.

## Veranstaltungen

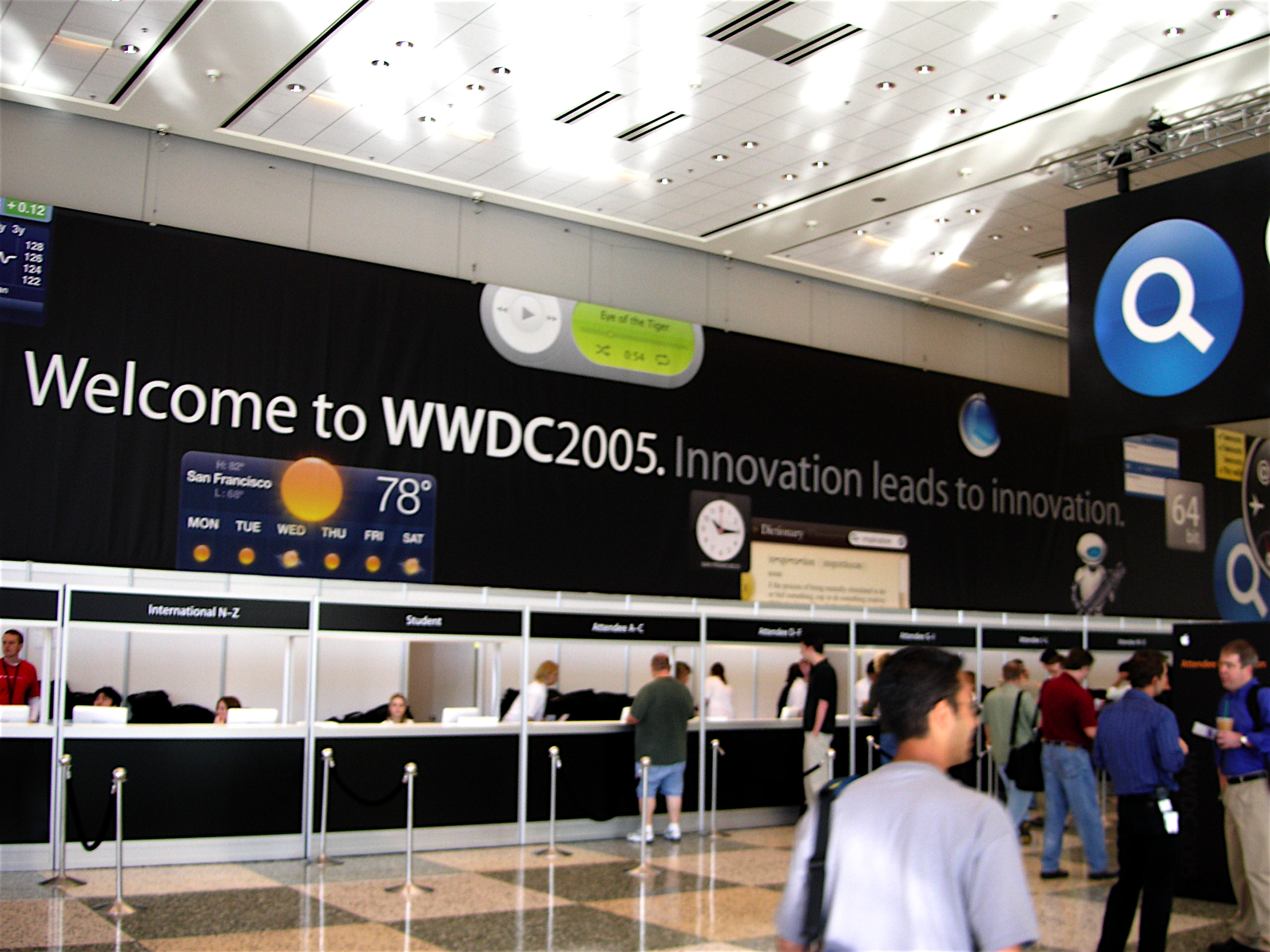
Das Moscone Center zur WWDC 2005

Im Moscone Center finden unter anderem bedeutende jährliche Entwicklerkonferenzen und Ausstellungen statt.
Dazu gehören
- Macworld Expo (bis 2014)
- Worldwide Developers Conference von Apple (2003–2016)
- Game Developers Conference
- Google I/O von Google (2008–2015)
- JavaOne von Oracle
- BUILD von Microsoft
- „TrailblazerDX“, im Frühling und „Dreamforce“ im Herbst von Salesforce

## Umweltverträglichkeit
Im März 2004 wurde auf dem Dach des Moscone Centers eine Photovoltaikanlage eingeweiht. Dies war der erste Schritt San Franciscos in Richtung einer emissionsfreien und umweltfreundlichen Energieversorgung der Stadt aus regenerativen Energiequellen. Die Anlage besteht aus 60.000 Quadratmetern Solarzellen und hat unter der Annahme der Standard-Testbedingungen eine Nennleistung von 675 kW (kWp). Sie zählt zu den größten Solaranlagen des Landes. In Kombination mit einer verbesserten Energieeffizienz kann so Energie, die etwa 8.500 Haushalte verbrauchen würden, eingespart werden.